# Je Maintiendrai (krant)
Je Maintiendrai was een Nederlandse illegale krant (verzetskrant) die tijdens de Duitse bezetting van Nederland in de Tweede Wereldoorlog verscheen. Het blad ontstond in 1943 door het samengaan van de illegale publicaties B.C. Nieuws en Bulletin.
Met een oplage van tienduizenden exemplaren en een verschijningsfrequentie van twee keer per maand was het een van de grootste verzetskranten, met veel aandacht voor de actualiteit en nieuwsfeiten.
In tegenstelling tot de andere grote verzetskranten Vrij Nederland, Trouw, Het Parool en De Waarheid was Je Maintiendrai niet verbonden aan een bepaalde levensbeschouwelijke zuil. Qua politiek gedachtegoed kwam het blad voort uit de in 1941 verboden Nederlandsche Unie; men pleitte voor een ontzuilde samenleving en brede, niet-confessionele volkspartijen. Kort na de Tweede Wereldoorlog hield Je Maintiendrai op te bestaan.

## Ontstaan
Je Maintiendrai ontstond in het voorjaar van 1943 uit een fusie van de illegale bladen Bulletin en B.C. Nieuws. De nieuwe naam werd bedacht door Leo Heij.
Bulletin had banden met de politieke beweging de Nederlandsche Unie. Toen deze in december 1941 was verboden, zette een deel van de kaderleden het werk ondergronds voort. Vanaf 1942 werden er in Utrecht berichten gestencild en in een oplage van honderd tot tweehonderd exemplaren verspreid. In januari 1943 werd dit het blad Bulletin, onder redactie van C. Vlot en J. Wüthrich. B.C. Nieuws werd uitgegeven door H. Meijer uit Santpoort en verscheen al sinds 1940 met een top-oplage van vijfduizend exemplaren. Het was een pure verzetskrant waarin geen politieke beschouwingen verschenen. In januari 1943 werd de naam veranderd in Je Maintiendrai.
In februari 1943 besloten de groepen achter Bulletin en B.C. Nieuws tot samenwerking onder de naam Je Maintiendrai. Vlot en Wühtrich hoopten op deze manier beter hun stempel te kunnen drukken op de politieke discussies in de illegale pers. De naam Je Maintiendrai verwijst naar de officiële wapenspreuk van Nederland.

## Geschiedenis
De redactie van het nieuwe Je Maintiendrai werd gevoerd door C. Vlot, J. Wüthrich, F. Oremus en K. Viehoff. De verzetsstrijdster Jos Gemmeke was verantwoordelijk voor de distributie; dit werd later overgenomen door de Utrechtse studenten G. Fijn van Draat, P. Vermeulen en F. van Erpen Royaards.

### Productie en distributie
Je Maintiendrai verscheen twee keer per maand en werd landelijk verspreid, wat hoge eisen stelde aan de organisatie en de medewerkers. Aanvankelijk werd het blad in een oplage van 5500 exemplaren gestencild op twee machines in het Vredespaleis waar ook voorganger B.C. Nieuws al door Cock van Paaschen was geproduceerd. Daarnaast werd er ook gestencild in o.a. Zwolle en Haarlem. Vanaf juli 1943 werd een oplage van negenduizend exemplaren bij Mercurius van Petrus Terveer in Leeuwarden gedrukt. Terveer stelde strenge eisen voor hij inging op de vraag Je Maintiendrai te drukken. Hij wilde dat slechts één persoon in Leeuwarden wist van de illegale activiteit: Sietse Rienks, later Klaas Leijenaar. Dat alleen hij de kopij uit Utrecht mocht komen brengen en ook dat alleen hij het drukwerk mocht komen halen. Met de beurtschipper werd het drukwerk twee maal per maand naar Utrecht verscheept, alwaar het naar elders geëxpedieerd werd; tot in Assen toe. Verder wilde Terveer dat een nieuw nummer eerst in de rest van Nederland werd verspreid en pas een week later in Friesland. Tot begin september 1944, veertien maanden later, was dit de werkwijze. De oplage zou stijgen tot 40.000. Na Dolle Dinsdag arriveerde in Leeuwarden geen kopij meer vanwege de spoorwegstakingen. 
Naar schatting kunnen er bij de redactie, productie en distributie van Je Maintiendrai in de periode 1943 - 1945 drie- tot vierduizend mensen betrokken zijn geweest. In juli 1943 werd een groot aantal mensen die verantwoordelijk waren voor de verspreiding door de Duitse bezetters gearresteerd. Zeventien van deze gearresteerden, waarvan sommigen een doodvonnis boven het hoofd hing, werden in juni 1944 door het verzet uit de Rotterdamse gevangenis bevrijd.

### Samenwerking met andere verzetsgroepen
Je Maintiendrai streefde naar meer toenadering en samenwerking tussen verschillende illegale groepen. Wüthrich organiseerde in het voorjaar van 1944 bijeenkomsten van vertegenwoordigers van verschillende organen. Dit werd de Perskern of het Perscontact genoemd; Wüthrich was hiervan de voorzitter. Ook was hij betrokken bij de bijeenkomst van illegale organisaties op 3 juli 1944 die later leidde tot de oprichting van de Grote Raad van de Illegaliteit. De Je Maintiendrai-groep stond in contact met Londen, onder andere via de agent H. Grün.
Begin 1944 begon Je Maintiendrai nauw samen te werken met de groep rond het illegale blad Christofoor, die ook voort bouwde op de ideeën van de Nederlandsche Unie. De redactie van Christofoor bestond uit katholieke jongeren die voor vernieuwing waren en tegen de heroprichting van de Roomsch-Katholieke Staatspartij in een verzuild systeem. In augustus 1944 ontdekte de Duitse Sicherheitspolizei het hoofdkantoor van Je Maintiendrai aan het Neude in Utrecht; de Christofoor-organisatie was al eerder door hen opgerold. Voormannen Vlot en Wüthrich werden gearresteerd en op 26 oktober 1944 gefusilleerd. Het hoofdkantoor werd hierna verplaatst naar Amsterdam; P.J. Schmidt en G. Ruygers namen de redactie over.

### Laatste oorlogsmaanden
Door de spoorwegstaking werd landelijke distributie van Je Maintiendrai na september 1944 onmogelijk en was het contact met de drukkerij in Leeuwarden verbroken. Besloten werd om lokaal berichtenbladen uit te geven, o.a. in Friesland (met de naam De Koerier), Amsterdam, Het Gooi en Utrecht. Zoveel mogelijk werd in de lokale bladen de inhoud van de Amsterdamse editie gekopieerd. Het laatste nummer van de verzetskrant Je Maintiendrai verscheen in mei 1945.

## Inhoud en politieke oriëntatie
Je Maintiendrai wilde het verzet stimuleren en zakelijke en objectieve voorlichting geven. De redactie had goede contacten, o.a. bij de ministeries, en was daardoor uitstekend geïnformeerd. Het had van alle grote illegale bladen het meeste oog voor journalistiek nieuws. Het verscheen twee keer per maand en kon dus goed ingaan op de actualiteit; bij belangrijk nieuws bracht men zo nodig ook een nieuwsblad uit, de Vrije Nieuws Centrale.

### Verzuiling
Vanaf 1943 begonnen de Nederlandse illegale bladen zich ook bezig te houden met de tijd na de bevrijding en ideeën te ontwikkelen over de inrichting van politiek en samenleving na de oorlog. De ondergrondse pers in Nederland bleek verzuild volgens het stramien dat voor de oorlog gangbaar was: socialistisch, protestant en katholiek. Vier van de vijf belangrijkste illegale bladen waren verbonden aan een van deze zuilen:
- Vrij Nederland - eerst protestant, later socialistisch
- Het Parool - socialistisch
- De Waarheid - communistisch
- Trouw - protestant

Alleen Je Maintiendrai werd gemaakt door een groep katholieken, protestanten en buitenkerkelijken en was niet verbonden met een van de traditionele zuilen.

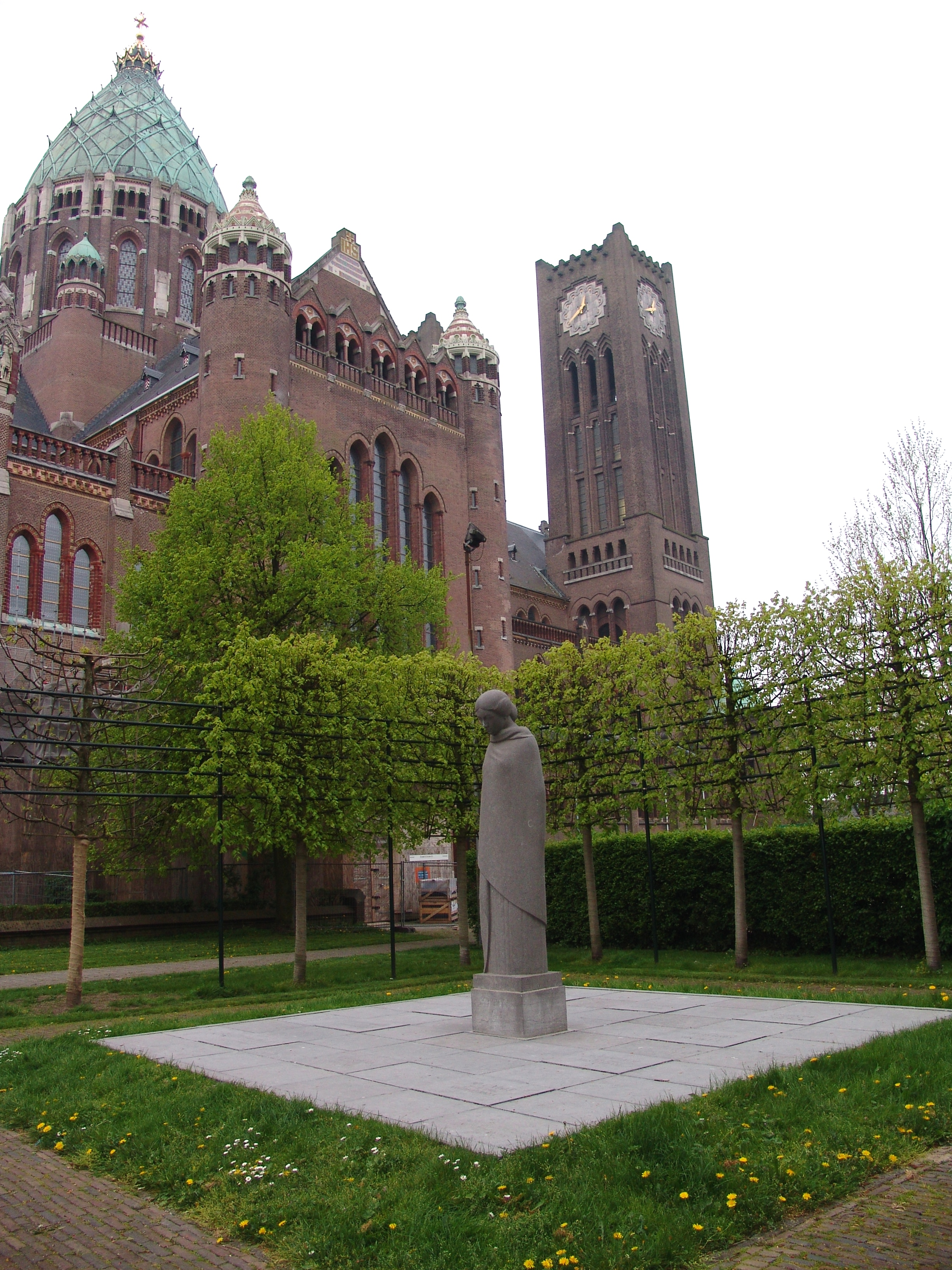
Monument (De Treurende Vrouw) in Haarlem voor de gefusilleerden van 26 oktober 1944 waaronder J. Wüthrich en C.Vlot, de eerste redacteuren van Je Maintiendrai

### Gedachtegoed
Ook Je Maintiendrai schreef over het politieke systeem in Nederland na de oorlog. Hier bouwde men voort op het gedachtegoed van de Nederlandsche Unie. Men pleitte voor een klein aantal politieke partijen, niet op confessionele basis maar op basis van programmatische-politieke tegenstellingen. Internationale samenwerking, ook op militair terrein, werd noodzakelijk geacht evenals een Nederlandse gemenebest op basis van vrijwilligheid en gelijkberechtiging tussen de verschillende gebiedsdelen. De ideologische grondslag was socialisme gebaseerd op eerbied voor de menselijke persoonlijkheid (personalistisch socialisme). Deze ideeën werden gepresenteerd in artikelen in het blad Je Maintiendrai zelf maar ook in aparte brochures.
De groepen achter Je Maintiendrai en Christofoor werkten samen aan de start van de Nederlandse Volksbeweging die direct na de bevrijding in het zuiden van Nederland ook op gang kwam. Er ontstond echter verwijdering tussen de beide bladen toen Je Maintiendrai een kritisch artikel over de rol van de katholieke kerk in de Spaanse burgeroorlog publiceerde.

## Na de oorlog
Al tijdens de oorlog hadden de redacties van Christofoor en Je Maintiendrai plannen om na de bevrijding samen als weekblad door te gaan. Dit is echter niet gebeurd. In 1946 ging Je Maintiendrai samen met de Londense uitgave Vrij Nederland. Beide verschenen daarna als Stem van Nederland en gingen later op in het weekblad Vrij Nederland. Je Maintiendrai was als enige van de grote verzetskranten niet in staat om na de Tweede Wereldoorlog als dag- of weekblad verder te gaan; dit wordt wel in verband gebracht met het feit dat het niet op een bestaande levensbeschouwelijke zuil kon terugvallen.
In Friesland bestaat nog steeds een Je Maintiendrai-fonds. Dit komt voort uit het nieuwsbulletin ‘De Koerier’ dat door Je Maintiendrai in de provincie Friesland werd uitgegeven toen in 1944 door de spoorwegstaking centrale productie en verspreiding van het blad onmogelijk werd. Het fonds heeft tot doel te garanderen dat er onafhankelijk uitgegeven kranten en andere media in Noord-Nederland blijven bestaan.